# Cree
Cree er et indfødt folkeslag i Canada og det nordlige USA. De er bosatte mellem Rocky Mountains og Atlanten. De udgør i dag den største gruppe af First Nations i Canada. Deres sprog, cree, er et algonkinsprog og var en gang det mest talte sprog i den nordlige del af Nordamerika. I dag taler mange creefolk fransk og engelsk lettere end deres oprindelige sprog. En gren af cree-stammen rykkede ud på prærien sidst i 1600-tallet og blev til plains cree.

## USA
Inden franske og engelske bosættere begyndte at strømme ind på creeindianernas traditionelle områder, var cree venlige bisonjægere og allierede med siouxfolket assiniboine.[kilde mangler] I dag lever størstedelen af creeindianerne i USA sammen med ojibwa i indianerreservatet Rocky Boy Indian Reservation.

## Canada
Cree er den største gruppe First Nations i Canada med mere end 200.000 medlemmer. At antallet af medlemmer er så stort beror formodentlig for en stor del på deres traditionelle åbenhed omkring giftermål mellem medlemmer af forskellige stammer. Den største creestamme, samtidig den næststørste First Nations-stamme i Canada efter Six Nations Iroquois, er Lac La Ronge Band i det nordlige Saskatchewan. Métis er en gruppe med blandet cree og europæisk oprindelse. I videre betydning kan termen bruges om alle mennesker med blandet oprindelse fra noget amerikansk urfolk og noget europæisk land.
Grand Council of the Crees i Québec kalder deres hjemland for Eeyou Istchee ("Folkets land"). Dets leder (Grand Chief) er Matthew Mukash, tidligere vice-Grand Chief under Ted Moses og derefter ordførende i styrelsen i de nordligste creesamfunds Whapmagoostui Eeyou Entreprise Development Corporation. Mukash regnes som traditionalist. Han bekæmpede Great Whale Project sammen med Matthew Coon Come og Billy Diamond i 1990'erne. Han tilhørte også dem som modsatte sig undertegnelsen af Paix de Braves.

## Trosforestillinger
Creestammerne i Canadas skove og på de amerikanske sletter ærede ånder i forbindelse med jagten. Jordens ånd var alle dyrs mor. De havde også en idé om et mindre veldefineret himmelvæsen. Naturen blev set som en integreret helhed, hvor dyrene kunne gengive historier og legender af vindene og de fire kardinalretninger var almindelige.
I Crees åndelige liv var et tæt forhold mellem forfædre og de levende, af stor betydning. Forfædrene var altid lige ved hånden og stammens shaman tog ofte en trancetilstand for at besøge 'landet med de døde'.
Creeindianernas mytologi ændrede sig grundlæggende efter kontakten med de europæiske bosættere og handlende, og de gik til landbruget.